# 慕尼黑土耳其力量
慕尼黑土耳其力量注册协会（德語：Türkgücü München e. V.）是来自德国巴伐利亚州府慕尼黑土耳其人社区的足球俱乐部，于2001年作为已破产的土耳其力量体育俱乐部（SV Türk Gücü München）的继任者而成立。其男子一线队于2019年升入德国丁级的巴伐利亚足球地区联赛，一年后又升入丙级联赛。

## 历史

### 土耳其力量体育俱乐部
俱乐部最初由移民慕尼黑的土耳其劳工于1975年成立，当时名为“慕尼黑土耳其力量体育俱乐部”（SV Türk Gücü München）。最初，这支球队是在慕尼黑业余足球领域的最低级别作赛，情况自1983年开始发生变化，当时许多富有的土耳其商人接管了俱乐部的运作。俱乐部选择了克雷勒博根专区体育场（Bezirkssportanlage Krehlebogen）作为永久性主场，并成立青训部门。
于是，正如俱乐部经常提及的那样，土耳其力量一路高奏凯歌，并在决定性的一战中于3000名观众的见证下以3比1战胜了诺伊堡，从而升入了当时属第四级别的巴伐利亚州级联赛（南区）。完成升级后，土耳其力量吸纳了多名非土耳其裔球员以强化阵容，在主教练彼得·格罗泽的带领下，球队于1988年成功夺冠并升入第三级的巴伐利亚高级联赛，阵中更是拥有格拉德·希尔灵豪斯和托马斯·克里斯特尔等未来的职业球员。在巴伐利亚州最高级别的联赛中，土耳其力量的成功也是立竿见影，它们于首个赛季便排名第六，并在对阵慕尼黑1860的同城德比中吸引了多达12000名观众。即便在客场比赛，随队观战的球迷也多达千人。希尔灵豪斯作为门将，其在1989年9月对阵MTV因戈尔施塔特的巴伐利亚联赛中的入球还被评选为德国当月最佳入球。
在俱乐部主席埃尔贡·贝克索治下，其在德国土耳其社区的成功只有柏林土耳其体育能与之匹敌，他甚至开始瞄准职业足球，希望能晋升到德乙联赛。然而俱乐部却难以实现他的雄心壮志。第二年，土耳其力量排名联赛第七，随后又在1991年排名联赛第十二，并在1992年对阵班贝格08的保级附加赛中通过点球大战以3比4告负后降级。
接下来，一些根本性的变化开始影响俱乐部。球队支持者的数量直线下降，原因之一是阵中的大量的非土耳其裔球员影响了当地土耳其人对俱乐部的认同感。另一个原因则是卫星电视的兴起。由于能够在电视上观看到土耳其豪门贝西克塔什、加拉塔萨雷和费内巴切的现场直播，导致有兴趣到现场观看第三或第四级联赛的土耳其人数量急剧减少，俱乐部的财务状况也因此恶化。尽管如此，该俱乐部在巴伐利亚足球中的重要意义还体现在以下事实：在巴伐利亚足球协会五十周年的纪念册上，用了两页篇幅介绍土耳其力量，而文中提及的俱乐部仅有巴伐利亚巨擘拜仁慕尼黑、慕尼黑1860、纽伦堡以及后起之秀翁特哈兴。
1995-96赛季结束后，土耳其力量排名倒数第二，跌落州级联赛（当时已为第五级别）。俱乐部曾于1998年再度有望升级，当时他们排名联赛第二，但在升级附加赛首轮便遭到纽伦堡业余队淘汰。随着投资人兼主席贝克索返回土耳其，土耳其力量的辉煌时期自此已告一段落，在2001年破产后，其足球部门被并入慕尼黑土耳其人体育（Türkische SV 1975 München）。

### 土耳其人体育俱乐部
作为继任俱乐部而成立的土耳其人体育在州级联赛中缺乏竞争力，于首个赛季（2002年）便排名倒数二，就此降入第六级的上巴伐利亚行政区高级联赛。球队在这一级别挣扎了三个赛季，随后于2005年进一步跌入第七级的行政区联赛。
土耳其人被分入巴伐利亚行政区联赛的东区作赛，但在2008年又一次降级；俱乐部被合并前的最后一个赛季（2008-09赛季）是在第八级别的县级联赛排名第九，这是它在该级别征的八个赛季以来取得的唯一一次个位数排名。

### 土耳其力量宗亲体育俱乐部
2009年，土耳其人体育俱乐部与身处（第七级）行政区联赛的慕尼黑土耳其宗亲体育俱乐部（SV Ataspor München）合并，后者是自1981年从土耳其力量拆分而成立。新俱乐部名为土耳其力量宗亲体育（SV Türkgücü-Ataspor），力图团结两者的力量并在慕尼黑东郊形成一支强大的队伍。新俱乐部的会员人数约为500人。
新俱乐部取代了土耳其宗亲体育在上巴伐利亚行政区联赛北区的位置，于2010年排名第八、2011年排名第十，与此前土耳其力量的辉煌时代相去甚远。2013年，俱乐部取得联赛第二，并在升级附加赛相继战胜博宾根（TSV Bobingen）和格林瓦尔德（TSV Grünwald）后，升入巴伐利亚州级联赛东南区。
2016年1月1日，曾亲自在前身土耳其力量效力的企业家哈桑·基夫兰加入土耳其力量宗亲体育担任主席，并进行了大量投资。经过多年的沉沦后，俱乐部终于迎来曙光。在2017年夏天，球队投入了大量资金，除委聘主教练安德烈亚斯·普默（Andreas Pummer）外，还从巴伐利亚联赛冠军下弗灵引进了五名球员。其目标是在2020年以前升入第四级的巴伐利亚地区联赛。除了艰难的开局，赛季的冠军争夺战始终在土耳其力量宗亲体育和弗赖辛（SE Freising）之间展开。冠军归属在倒数第二轮确定，当时土耳其力量宗亲体育不得不前往弗赖辛进行决赛。3比1的胜利使它们确保了头名并升入巴伐利亚联赛。而就在巴伐利亚联赛的首个赛季，它们便加冕南区冠军，得以连升入巴伐利亚地区联赛，因此原先设定的目标提前一年便告实现。

### 慕尼黑土耳其力量
升入地区联赛后，俱乐部于2019年6月决定更名为慕尼黑土耳其力量。根据球队规划师罗伯特·赫蒂希的说法，原来的俱乐部名称早就“过时了；此外媒体有时会使用土耳其力量、有时又用土耳其宗亲、有时则用缩写TGA来提及，过于混乱”。与此同时，在职业足球领域具有丰富经验的赖纳·毛雷尔接任球队主教练，并对阵容进行了大换血。他签入了诸如马里奥·埃尔布、本尼迪克·基尔施和卡尔-海因茨·拉佩等许多具有德丙和地区联赛经验的球员。队长亚辛·伊尔马兹成为此时最老资格的球员，而他加入球队亦不过两年。此外，竞赛运营部门被拆分为慕尼黑土耳其力量足球有限公司（Türkgücü München Fußball GmbH），并由罗伯特·赫蒂希担任总经理。其目标是在2023年之前升入德乙联赛。
2019-20赛季，在取得良好的开端并在第二轮一度登上榜首之后，球队自第十四轮起开始牢牢占据榜首，进而在17场比赛过后成为秋季冠军（即半程冠军）。至2020年3月中旬，由于冠状病毒大流行，整个德国的赛事运营被迫中断，此时土耳其力量仍然排名榜首。此后，巴伐利亚足球协会于2020年6月21日通知俱乐部成为2020-21赛季德丙联赛的升班马。
在2020-21赛季德丙，此前曾于奥地利足球超级联赛执教的亚历山大·施密特接替毛雷尔出任球队主教练。为了获得德丙联赛的参赛牌照，俱乐部宣布将维尔茨堡的弗赖尔阿拉姆竞技场设为“无限制使用的比赛场地”，此外慕尼黑的奥林匹克体育场和市立绿森林街畔体育场也成为备选主场,于2021-2022因财政问题而破产。

## 荣誉
- 巴伐利亚联赛（戊级）南区冠军：2019年
- 巴伐利亚州级联赛（戊级）南区冠军：1988年、1994年
- 巴伐利亚州级联赛（己级）东南区冠军：2018年

## 主场
俱乐部的主场最初设于东公园附近的海因里希·威兰德街行政区体育设施。在征战巴伐利亚联赛期间，它们是租用海姆斯特滕的体育公园作赛。升入巴伐利亚地区联赛后，它们于2019-20赛季的冬歇期前仍使用海姆斯特滕的场地，至赛季后半段则改用市立绿森林街畔体育场——那里的主要使用者是德丙球队慕尼黑1860和拜仁慕尼黑二队。
随着球队升入德丙，在得到市政府批准后，慕尼黑土耳其力量有望于2020-21赛季在慕尼黑奥林匹克体育场举办多达8场主场赛事。绿森林体育场则可以继续承办余下的比赛。然而，维尔茨堡的弗赖尔阿拉姆竞技场才是俱乐部所登记的“无限制使用的比赛场地”。

## 足球有限公司
2019年7月，俱乐部的持牌竞赛部门被拆分为“慕尼黑土耳其力量足球有限公司”（Türkgücü München Fußball GmbH）。其99%的股权由哈桑·基夫兰的HK第一资产管理和咨询有限公司（HK Erste Vermögensverwaltungs und Beratung GmbH）所持有，其余股份则来自慕尼黑土耳其力量注册协会。为了遵守50+1规则，注册协会必须在股东大会上持有多数票。由于基夫兰同时也是注册协会的董事会主席，有限公司实际上是由他控制的。